# Aeroporto di Gorna Orjahovica
L'Aeroporto di Gorna Orjahovica (IATA: GOZ, ICAO: LBGO) è un aeroporto bulgaro situato 4 km a Nord-Est dal centro della città di Gorna Orjahovica, nella regione di Veliko Tărnovo, e distante 12 km dal capoluogo Veliko Tărnovo.

## Dati tecnici
La struttura, posta all'altitudine di 87 m / 285 ft sul livello del mare, è dotata di un unico terminal e di una pista d'atterraggio con fondo in calcestruzzo ricoperta di asfalto, lunga 2 450 m e larga 45 m (8 038 x 148 ft) con orientamento 18/36 ed equipaggiata di impianto di illuminazione ad alta intensità HIRL (solo RWY 10).
L'aeroporto non è aperto ai voli commerciali ma soltanto a voli di aviazione generale e dell'Aeronautica Militare bulgara (Balgarski Voennovazduszni Sili).